# Andonabe
Andonabe is een plaats en gemeente in Madagaskar gelegen in het district Mananjary van de regio Vatovavy-Fitovinany. Er woonden bij de volkstelling in 2001 ongeveer 12.000 mensen.
In de plaats is basisonderwijs beschikbaar. 98% van de bevolking is landbouwer. Het belangrijkste gewas is koffie en rijst, maar er wordt ook peper verbouwd. In de industriesector en dienstensector werken beide 1% van de bevolking.